# Battaglia di Beroia
La battaglia di Beroia fu combattuta tra i Peceneghi e l'imperatore bizantino Giovanni II Comneno nell'agosto 1122 nell'attuale Bulgaria, presso la città di Beroia (odierna Stara Zagora); provocò la scomparsa dei Peceneghi come popolo indipendente.

## Antefatto
Nel 1091 i Peceneghi avevano invaso l'Impero bizantino ed erano stati sconfitti dal padre di Giovanni II Comneno, Alessio I Comneno nella battaglia di Levounion. Questa battaglia aveva significato l'estinzione quasi totale dei peceneghi che avevano partecipato alla spedizione; tuttavia un certo numero di peceneghi rimasti indietro furono attaccati nel 1094 dai cumani; i superstiti della battaglia fuggirono o, nella maggior parte dei casi, si stabilirono nei Balcani, senza integrarsi con gli abitanti del luogo.
Nel 1122 ci fu una nuova invasione dei peceneghi: dalle steppe russe avevano invaso l'Impero bizantino attraversando la frontiera sul Danubio. Secondo Michele Angold, è possibile che questa invasione sia stata causata da Vladimir II di Kiev (1113-1125), Re di Kiev. L'Imperatore Giovanni II Comneno di Bisanzio (1118-1143) era fortemente determinato a fermare gli invasori, che rischiavano di fargli perdere il controllo della parte settentrionale dei Balcani, quindi trasferì il suo esercito dalla frontiera dell'Asia Minore, (dove nel frattempo i bizantini stavano combattendo contro i turchi), in Europa e subito si mise in marcia per andare a combattere i peceneghi.

## La battaglia
Giovanni riunì il suo esercito vicino a Costantinopoli e disse che bisognava arrivare nel modo più veloce possibile al contatto coi peceneghi, per poi ingaggiare battaglia. Nel frattempo gli invasori avevano installato un accampamento vicino alla città di Beroia in Bulgaria. Giovanni offrì loro un trattato di pace con condizioni favorevoli; si trattava però di un inganno, perché quando la risposta dei peceneghi non era ancora arrivata, Giovanni dette l'ordine di attaccare il loro accampamento. Nonostante i peceneghi fossero stati colti di sorpresa, opposero una strenua resistenza, e nessuno dei due eserciti riusciva ad avere la meglio sull'altro. L'imperatore bizantino ordinò allora alla sua guardia variaga di entrare in battaglia. L'intervento dei Variaghi fu decisivo, perché riuscirono ad accerchiare l'esercito nemico, causandone la disfatta. La vittoria bizantina era completa, i superstiti dell'esercito dei peceneghi furono arruolati nell'esercito bizantino.

## Conseguenze
La vittoria bizantina a Beroia decretò la fine del problema dell'invasione dei peceneghi. Per un certo periodo, i peceneghi rimasti si raggrupparono in Ungheria, ma erano solo una minoranza e ben presto si unirono alla gente del luogo, e il popolo dei peceneghi scomparve. Per i bizantini, tuttavia, la vittoria non condusse immediatamente alla pace nei loro domini nei Balcani: dal 1128 al 1130, l'Impero subì diversi attacchi degli Ungari, che si conclusero solo dopo che l'Ungheria cadde in una guerra civile. Tuttavia, la battaglia viene contrassegnata come continuazione del ripristino dei Comneni dell'Impero bizantino; queste vittorie sui peceneghi e poi sugli ungheresi permisero ai bizantini di stabilizzare la loro frontiera sul Danubio, permettendo all'imperatore Giovanni II Comneno di concentrare i propri sforzi nella lotta contro i turchi selgiuchidi nell'Asia Minore.